# Ducat de Livònia
El Ducat de Livònia (polonès: Księstwo Zadźwińskie o Księstwo Inflanckie), dit igualment Livònia polonesa, va ser un territori vassall del Gran Ducat de Lituània i posteriorment de la Confederació de Polònia i Lituània que va existir entre el 1561 i el 1621. Correspon als territoris actuals del sud d'Estònia i el nord de Letònia.